# Eyaggelos Makrygiannis
Eyaggelos Makrygiannis (Ευαγγελος Μακρυγιαννης; Atene, 18 giugno 2000) è un nuotatore greco, specializzato nello stile dorso.

## Biografia
Ha partecipato ai campionati europei di nuoto di Budapest 2020, disputati nel 2021 a causa della pandemia di COVID-19. Nello stesso anno ha rappresentato la Grecia ai Giochi olimpici estivi di Tokyo 2020, classificandosi 14º nella staffetta 4x100 metri misti.
Ha fatto parte della spedizione greca ai Giochi del Mediterraneo di Orano 2022, edizione in cui ha vinto la medaglia d'oro nei 100 m dorso e nella staffetta 4x200 m stile libero. Ai mondiali di Budapest 2022, si è classificato 15º in semifinale nei 200 m dorso. Ha gareggiato anche nelle staffette 4x100 m stile libero, 4x100 m misti e 4x100 m misti mista. Agli europei di Roma dello stesso anno, svoltisi al Foro Italico, si è classificato 28º nei 50 m dorso e 25º nei 100 m dorso. 
Nel 2024 vince una medaglia d'argento e due medaglie di bronzo (rispettivamente nei 100 metri dorso, nei 50 metri dorso e nella staffetta 4x100 metri stile libero) agli europei di Belgrado.

## Palmarès
- Europei

Belgrado 2024: argento nei 100m dorso, bronzo nei 50m dorso e nella 4x100m sl.
- Giochi del Mediterraneo

Orano 2022: oro nei 100 m dorso e nella 4x200 m sl.
- Europei U23

Dublino 2023: argento nei 50m dorso e bronzo nei 100m dorso.